# 吉他中心
吉他中心是美國最大的樂器零售商，在美國擁有269家零售連鎖店。總部位於加利福尼亞州的西湖村。
吉他中心負責管理各個子公司，包括Music & Arts、GuitarCenter.com、LMI、Giardinelli、Musician.com、Private Reserve Guitars、Woodwind & Brasswind、Music 123，並一直擁有Harmony Central，直到2015年4月將其出售給Gibson。

## 歷史
由韋恩·米切爾（Wayne Mitchell）於1959年在好萊塢成立，當時是一家名為風琴中心（The Organ Center）的家庭和教堂用電風琴零售商，現已成為Vox電吉他和吉他放大器的主要銷售商，並於1964年更名為Vox中心（The Vox Center）。 在1960年代，Vox的銷量主要來自與The Beatles的聯繫，後者大量使用了其放大器。隨著Marshall放大器用戶Eric Clapton和其他人的追捧，Vox逐漸流行起來。因此，米切爾再次更改了名字，將其更名為吉他中心（Guitar Center）。
2005年，吉他中心公司成立了Fender音樂基金會，這是一個支持音樂教育的非營利組織。
2009年中，吉他中心在加利福尼亞州伍德蘭希爾斯開設了第一家排練和錄音室。八間具有完整背景線的工作室面積在350-550平方英尺之間。
吉他中心還舉辦了年度活動，例如Drum Off、藍調之王（King of the Blues）等比賽和在全國各地的演出。
2011年，吉他中心為加利福尼亞州聖地亞哥的商店增加了設備租賃。此後，吉他中心在其他十個現有地點開設了租賃部門，並計劃在全國各地的其他商店中提供租賃服務。

## 好萊塢搖滾大道

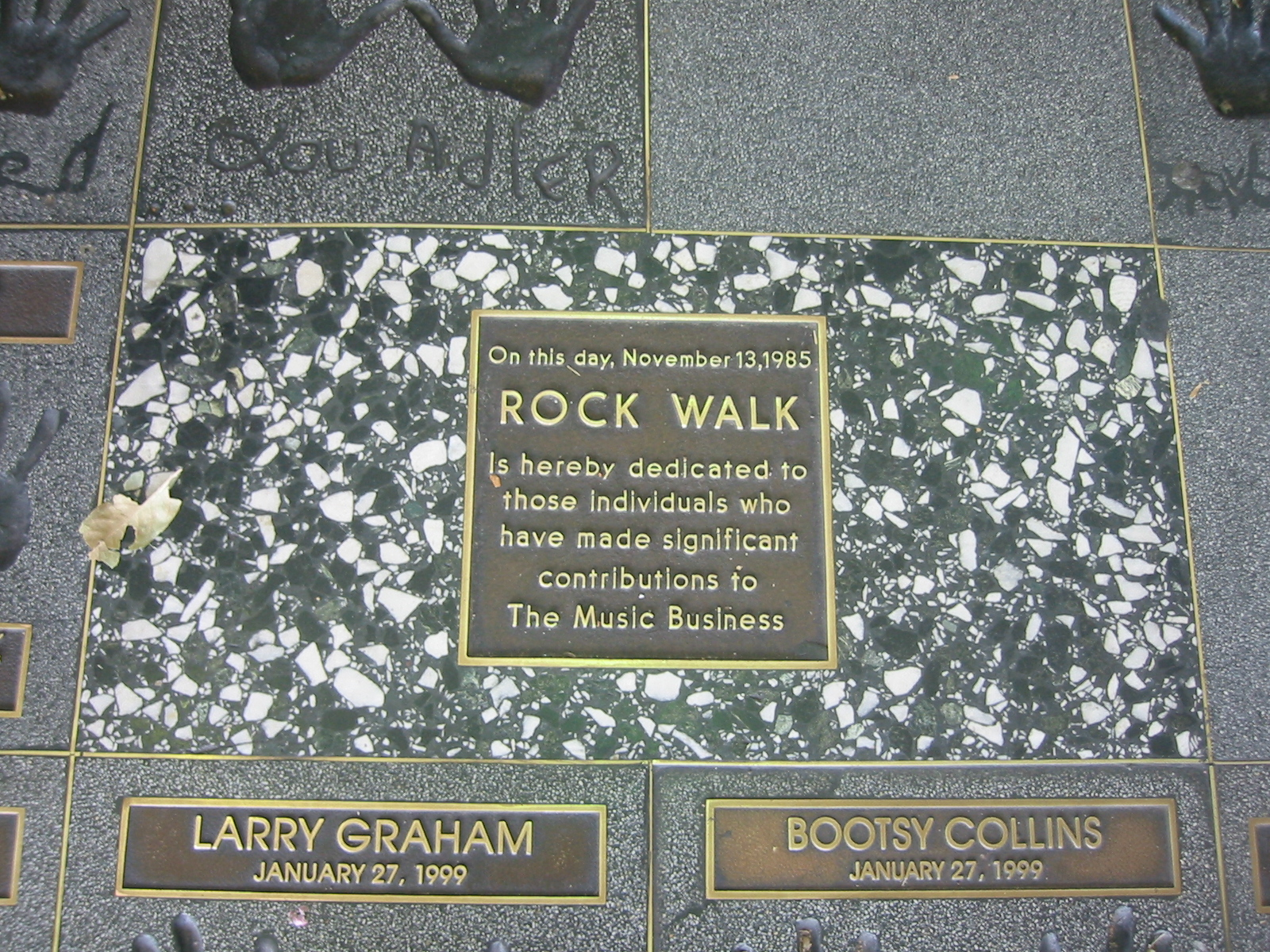
搖滾大道

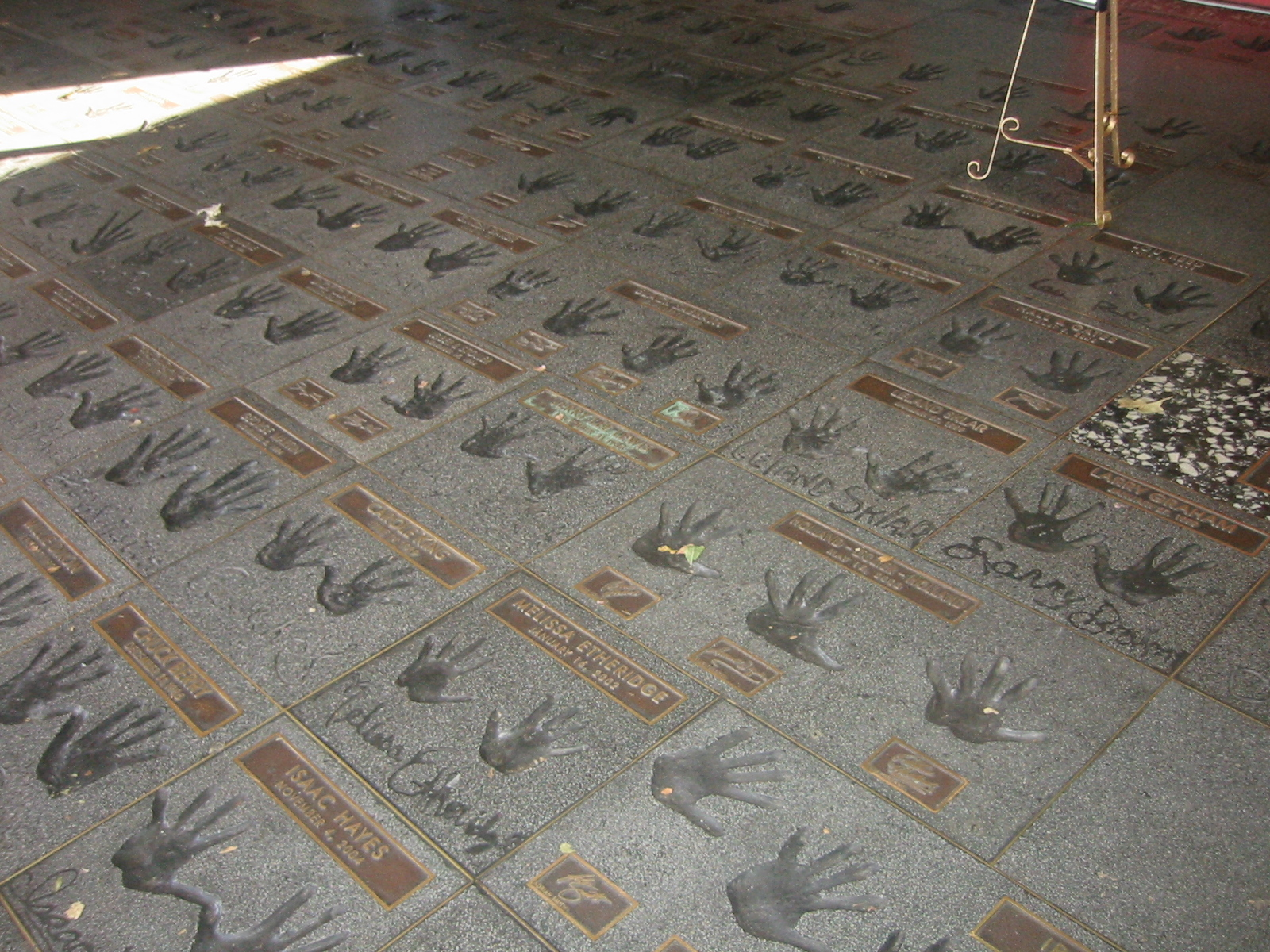
搖滾大道近影

好萊塢搖滾大道（英語：Hollywood's RockWalk）是位於美國洛杉磯好萊塢日落大道上的人行道，是一個用於表彰及紀念為搖滾樂發展做出極大貢獻音樂家的名人堂。邀請獲獎音樂家於水泥磚上留下手印，並將他們的手印展示於吉他中心。目前獲獎音樂家及團體包括B'z、Eric Clapton、AC/DC、Aerosmith、Alanis Morissette、B.B. King、Black Sabbath、Carlos Santana、Cheap Trick、Def Leppard、Dick Clark、Ernie Ball、Grandmaster Flash、Herbie Hancock、Iron Maiden、James Brown、Jerry Lee Lewis、Jimi Hendrix、Jimmy Page、Joan Baez、Joe Satriani、Bonnie Raitt、Kenny Loggins、Johnny Cash、KISS、Layne Staley、Les Paul、Little Richard、Lynyrd Skynyrd、Melissa Etheridge、Nancy Wilson、Queen、Roky Erickson、Slash、The Doobie Brothers、The Wrecking Crew、Van Halen、Vince Gill、Simon Kirke、Lizzo、Nick Cave、Thin Lizzy、Judas Priest、Oasis、Mud、Korn、In Flames、Rage Against the Machine、T. Rex、Dream Theater、Ronnie James Dio、The Germs、Dave Grohl、Sharon Van Etten、Nick Lachey、David Byrne，等其他數人。

## 媒體
吉他中心擁有一部電視劇，名為『吉他中心會議』（Guitar Center Sessions），出演藝人包括311、Bad Religion、The Smashing Pumpkins等音樂家。

### 在吉他中心錄製的專輯
- Glassine（英语：Glassine）《No Stairway（英语：No Stairway）》
- Noah Wall（英语：Noah Wall）《Live at Guitar Center》

## 腳註
1. ↑  .   [2020-05-28]. （原始内容存档于2012-09-28）.
2. ↑  . Guitar Center. 2015-11-30  [2016-08-31]. （原始内容存档于2007-10-12）.
3. ↑  .   [2020-05-28]. （原始内容存档于2006-07-20）.
4. ↑  . Guitar Center.   [2016-08-31]. （原始内容存档于2012-07-11）.
5. ↑  . Guitar Center's Hollywood Rockwalk.   [2020-05-28]. （原始内容存档于2010-09-28）.

## 外部連結
- 官方网站